# 康王古庙
康王古庙，位于中国广东省阳江市阳春市三甲镇红旗街，为阳春市文物保护单位，类型为古建筑，公布时间为2001年2月12日。
康王古庙的历史年代为清代。